# Abisara geza
Abisara geza is een vlindersoort uit de familie van de prachtvlinders (Riodinidae), onderfamilie Nemeobiinae.
Abisara geza werd in 1904 beschreven door Fruhstorfer.
De soort staat op de Rode Lijst van de IUCN als "niet bedreigd" (Least Concern). Abisara geza komt voor in Maleisië, Indonesië en Brunei. De populatietrend is stabiel volgens de IUCN.